# Emmett (Kansas)
Pour les articles homonymes, voir Emmett.
Emmett est une ville américaine située dans le comté de Pottawatomie, au Kansas. Selon le recensement de 2010, sa population est de 191 habitants.